# Everybody's Golf
Everybody's Golf, (conosciuta come Minna no Golf (みんなのGOLF?) in Giappone e come Hot Shots Golf in America del Nord) è una serie di videogiochi di golf pubblicati dalla Sony per console PlayStation. Lo sviluppo dei titoli della serie è stato affidato alla software house Camelot Software Planning sino al 1998 ed alla Clap Hanz dal 1999 ad oggi.
La serie è principalmente conosciuta per il suo approccio ironico nei confronti del gioco del golf in cui si contrappone un character design dei personaggi simile a quello degli anime super deformed ad un motore di gioco molto realistico con controlli molto precisi.

## PlayStation Home
La Clap Hanz ha reso disponibile uno spazio su PlayStation Home per Everybody's Golf. Lo spazio è stato chiamato "Everybody's Golf Space" in Europa (aperto il 18 giugno 2009) e "Minna no Golf Lounge" in Giappone (aperto l'11 dicembre 2008) e "Hot Shots Golf Lounge" in America (aperto il 26 marzo 2009).

## Titoli della serie
Ad oggi la serie ha prodotto sette titoli: Everybody's Golf, Everybody's Golf 2, Everybody's Golf 3, Everybody's Golf 4, Everybody's Golf Portable, Minna no Golf Ba, Everybody's Golf 5 e Everybody's Golf Portable 2. Inoltre sono stati prodotti due spin-off della serie: Everybody's Tennis, di cui sono stati pubblicati due titoli, dedicato allo sport del tennis e Minna No Sukkiri, che invece è un videogioco party. Durante il Nintendo Direct del 27 marzo 2025 è stato ufficialmente presentato Everybody's Golf: Hot Shots, dove per la prima volta un capitolo della serid viene pubblicato al di fuori di una console Sony e che sarà distribuito dalla Bandai Namco.
PlayStation
- 1997: Everybody's Golf
- 1999: Everybody's Golf 2

PlayStation 2
- 2001: Everybody's Golf 3
- 2003: Everybody's Golf 4
- 2006: Everybody's Tennis (spin-off)

PlayStation 3
- 2007: Everybody's Golf 5
- 2012: Everybody's Golf 6

PlayStation Portable
- 2005: Everybody's Golf Portable
- 2005: Minna no Golf Portable: Coca Cola Special Edition
- 2006: Minna no Golf Ba
- 2007: Everybody's Golf Portable 2
- 2009: Minna No Sukkiri (spin-off)
- 2010: Everybody's Tennis Portable (spin-off)

PlayStation Vita
- 2011: Everybody's Golf 6[3][4]

PlayStation 4
- 2017: Everybody’s Golf (2017)
- 2018: Everybody's Stress Buster
- 2019: Everybody’s Golf VR

Nintendo Switch
- 2025: Everybody's Golf: Hot Shots